# Flaros
Flaros București este o companie producătoare de încălțăminte din România.
Principalul acționar al companiei este SIF Oltenia, cu 73,32% din titluri.
Titlurile Flaros se tranzacționează la categoria a doua a pieței Rasdaq, sub simbolul FLAO.
Cifra de afaceri:
- 2006: 6,1 milioane lei (1,8 milioane euro)[3]
- 2005: 7,1 milioane lei[3]